# Liste der Jahres-Nummer-eins-Hits in Italien
Diese Liste enthält alle Singles und Alben, die seit 1960 die Jahreswertung der italienischen Charts angeführt haben. Datengrundlage sind anfänglich die Charts des Magazins Musica e dischi (M&D), danach die offiziellen italienischen Charts der FIMI.

## Erklärung der Daten
Die offiziellen italienischen Musikcharts der FIMI setzen erst 1995 (Alben) bzw. 1997 (Singles) ein. Jahreswertungen dazu sind überhaupt erst ab 1999 (Alben) bzw. 2001 (Singles) verfügbar. Deshalb wird der Zeitraum davor in Analogie zur Liste der Nummer-eins-Hits in Italien mit den Jahrescharts von M&D abgedeckt. Um keine Lücken zu lassen, wurden auch für die ersten Jahre der FIMI-Charts ohne eigene Jahreswertung (1995–1998 bzw. 1997–2000) M&D-Daten herangezogen; diese Jahre sind in der Tabelle dunkelgrau hinterlegt. Die Albumcharts von M&D sowie jene der FIMI ab 2020 umfassen auch Kompilationen (darunter Soundtrack-Alben), im Zeitraum 2000–2019 fehlen diese hingegen.
Die beiden zugrundegelegten Jahrescharts unterscheiden sich nicht nur durch unterschiedliche Methoden der Charterhebung, sondern auch durch ein verschiedenes System der Auswertung: Während die M&D-Jahrescharts aus den Wochencharts eines Jahres zusammengerechnet werden, handelt es sich bei den FIMI-Jahrescharts um eine neue Auswertung der Daten des Gesamtjahres. Dadurch bevorzugt die M&D-Jahreswertung Singles und Alben, die konstant über einen längeren Zeitraum in den Wochencharts erfolgreich waren, zu Ungunsten solcher, die innerhalb eines kürzeren Zeitfensters mehr verkauft haben.

## Liste
| Jahr | Singles                                                          | Singles                                                                                                   | Alben                        | Alben                                 |             |
| Jahr | Interpret                                                        | Titel Autor(en)                                                                                           | Interpret                    | Titel                                 |             |
| ---- | ---------------------------------------------------------------- | --- | ---------------------------- | ------------------------------------- | ----------- |
| 1960 | Umberto Bindi                                                    | Il nostro concerto Giorgio Calabrese, Umberto Bindi                                                       |                              |                                       | [ 2 ]       |
| 1961 | Nico Fidenco                                                     | Il mondo di Suzie Wong George Duning, Giorgio Calabrese, Mogol, Nico Fidenco, Panfilo                     |                              |                                       | [ 2 ]       |
| 1962 | Henry Wright                                                     | Abat-jour Ennio Neri, Robert Stolz                                                                        |                              |                                       | [ 2 ]       |
| 1963 | Françoise Hardy                                                  | Quelli della mia età Françoise Hardy, Roger Gustave Samyn, Vito Pallavicini                               |                              |                                       | [ 2 ]       |
| 1964 | Bobby Solo                                                       | Una lacrima sul viso Bobby Solo, Mogol                                                                    |                              |                                       | [ 2 ]       |
| 1965 | Nini Rosso                                                       | Il silenzio Traditional, Guglielmo Brezza, Nini Rosso                                                     | Mina                         | Studio Uno                            | [ 2 ]       |
| 1966 | Little Tony                                                      | Riderà Danyel Gérard, Mogol, Ralph Bernet                                                                 | Beatles                      | Revolver                              | [ 2 ]       |
| 1967 | Fausto Leali                                                     | A chi Al Jacobs, Jimmie Crane, Mogol                                                                      | Beatles                      | Sgt. Pepper’s Lonely Hearts Club Band | [ 2 ]       |
| 1968 | Adriano Celentano                                                | Azzurro Paolo Conte, Michele Virano, Vito Pallavicini                                                     | Mina                         | Mina alla Bussola dal vivo            | [ 2 ]       |
| 1969 | Mina                                                             | Non credere Ascri, Mogol, Roberto Soffici                                                                 | Fabrizio De André            | Fabrizio De André vol. III            | [ 2 ]       |
| 1970 | Mina                                                             | Insieme Mogol, Lucio Battisti                                                                             | Mina                         | Bugiardo più che mai                  | [ 2 ]       |
| 1971 | Lucio Battisti                                                   | Pensieri e parole Lucio Battisti, Mogol                                                                   | Charles Aznavour             | E fu subito Aznavour                  | [ 2 ]       |
| 1972 | Mina                                                             | Grande grande grande Alberto Testa, Tony Renis                                                            | Lucio Battisti               | Umanamente uomo: il sogno             | [ 2 ]       |
| 1973 | Elton John                                                       | Crocodile Rock Elton John, Bernie Taupin                                                                  | Ornella Vanoni               | Dettagli                              | [ 2 ]       |
| 1974 | Claudio Baglioni                                                 | E tu… Claudio Baglioni, Antonio Coggio                                                                    | (Soundtrack)                 | Jesus Christ Superstar                | [ 2 ]       |
| 1975 | Mina                                                             | L’importante è finire Cristiano Malgioglio, Alberto Anelli                                                | (Soundtrack)                 | Profondo rosso                        | [ 2 ]       |
| 1976 | Lucio Battisti                                                   | Ancora tu Lucio Battisti, Mogol                                                                           | Bob Dylan                    | Desire                                | [ 2 ]       |
| 1977 | Lucio Battisti                                                   | Amarsi un po’ Lucio Battisti, Mogol                                                                       | Lucio Battisti               | Io tu noi tutti                       | [ 2 ]       |
| 1978 | Bee Gees                                                         | Stayin’ Alive Barry Gibb, Robin Gibb, Maurice Gibb                                                        | (Soundtrack)                 | Saturday Night Fever                  | [ 2 ]       |
| 1979 | Adriano Celentano                                                | Soli Miki Del Prete, Cristiano Minellono, Toto Cutugno                                                    | Lucio Dalla                  | Lucio Dalla                           | [ 2 ]       |
| 1980 | The Buggles                                                      | Video Killed the Radio Star Geoff Downes, Trevor Horn, Bruce Woolley                                      | Edoardo Bennato              | Sono solo canzonette                  | [ 2 ]       |
| 1981 | Orchestral Manoeuvres in the Dark                                | Enola Gay Andy McCluskey                                                                                  | Dire Straits                 | Making Movies                         | [ 2 ]       |
| 1982 | Phoebe Cates                                                     | Paradise Joel Diamond, L. Russell Brown                                                                   | Franco Battiato              | La voce del padrone                   | [ 2 ]       |
| 1983 | Robin Gibb                                                       | Juliet Robin Gibb, Maurice Gibb                                                                           | Franco Battiato              | L’arca di Noè                         | [ 2 ]       |
| 1984 | Gianna Nannini                                                   | Fotoromanza Gianna Nannini, Conny Plank, Raffaella Riva                                                   | Vasco Rossi                  | Va bene, va bene così                 | [ 2 ]       |
| 1985 | USA for Africa                                                   | We Are the World Michael Jackson, Lionel Richie                                                           | Claudio Baglioni             | La vita è adesso                      | [ 2 ]       |
| 1986 | Madonna                                                          | Live to Tell Madonna, Patrick Leonard                                                                     | Madonna                      | True Blue                             | [ 2 ]       |
| 1987 | Madonna                                                          | Who’s That Girl Madonna, Patrick Leonard                                                                  | Vasco Rossi                  | C’è chi dice no                       | [ 2 ]       |
| 1988 | Tullio De Piscopo                                                | Andamento lento Tullio De Piscopo, Giosy Capuano, Mario Capuano                                           | Lucio Dalla & Gianni Morandi | Dalla/Morandi                         | [ 2 ]       |
| 1989 | Edoardo Bennato                                                  | Viva la mamma Edoardo Bennato                                                                             | Vasco Rossi                  | Liberi liberi                         | [ 2 ]       |
| 1990 | Gianna Nannini & Edoardo Bennato                                 | Un’estate italiana Giorgio Moroder                                                                        | Eros Ramazzotti              | In ogni senso                         | [ 2 ]       |
| 1991 | Marco Masini                                                     | Perché lo fai Giancarlo Bigazzi, Mario Manzani, Marco Masini                                              | Marco Masini                 | Malinconoia                           | [ 2 ]       |
| 1992 | Snap!                                                            | Rhythm Is a Dancer Thea Austin, Durron Butler, Benito Benites, John „Virgo“ Garrett III                   | Luca Carboni                 | Carboni                               | [ 2 ]       |
| 1993 | Ace of Base                                                      | All That She Wants Jonas Berggren, Ulf Ekberg                                                             | Vasco Rossi                  | Gli spari sopra                       | [ 2 ]       |
| 1994 | Corona                                                           | The Rhythm of the Night Francesco Bontempi, Annerley Gordon, Giorgio Spagna, Peter Glenister, Mike Gaffey | Jovanotti                    | Lorenzo 1994                          | [ 2 ]       |
| 1995 | Everything but the Girl                                          | Missing Tracey Thorn, Ben Watt                                                                            | Pino Daniele                 | Non calpestare i fiori nel deserto    | [ 2 ]       |
| 1996 | Robert Miles                                                     | Children Roberto Concina                                                                                  | Eros Ramazzotti              | Dove c’è musica                       | [ 2 ]       |
| 1997 | Puff Daddy feat. Faith Evans                                     | I’ll Be Missing You Faith Evans, Sting, Todd Gaither                                                      | Andrea Bocelli               | Romanza                               | [ 2 ]       |
| 1998 | Ricky Martin                                                     | La copa de la vida Luis Gómez Escolar, Desmond Child, Draco Rosa                                          | Renato Zero                  | Amore dopo amore                      | [ 2 ]       |
| 1999 | Liga/Jova/Pelù                                                   | Il mio nome è mai più Luciano Ligabue, Jovanotti, Piero Pelù                                              | Adriano Celentano            | Io non so parlar d’amore              | [ 2 ] [ 3 ] |
| 2000 | Bon Jovi                                                         | It’s My Life Jon Bon Jovi, Richie Sambora, Max Martin                                                     | Beatles                      | 1                                     | [ 2 ] [ 3 ] |
| 2001 | Kylie Minogue                                                    | Can’t Get You Out of My Head Cathy Dennis, Rob Davis                                                      | Vasco Rossi                  | Stupido hotel                         | [ 4 ] [ 3 ] |
| 2002 | Las Ketchup                                                      | Aserejé Manuel Ruiz                                                                                       | Vasco Rossi                  | Tracks                                | [ 3 ]       |
| 2003 | Giorgia                                                          | Gocce di memoria Andrea Guerra, Giorgia Todrani                                                           | Eros Ramazzotti              | 9                                     | [ 3 ]       |
| 2004 | Blue                                                             | A chi mi dice Lars Halvor Jensen, Martin Michael Larsson, Lee Ryan, Tiziano Ferro                         | Vasco Rossi                  | Buoni o cattivi                       | [ 3 ]       |
| 2005 | Povia                                                            | I bambini fanno “ooh…” Giuseppe Povia                                                                     | Biagio Antonacci             | Convivendo II                         | [ 3 ]       |
| 2006 | Zero Assoluto                                                    | Svegliarsi la mattina Matteo Maffucci, Thomas De Gasperi, Danilo Pao, Enrico Sognato                      | Laura Pausini                | Io canto                              | [ 5 ] [ 3 ] |
| 2007 | Vasco Rossi                                                      | Vasco Extended Play Vasco Rossi / Mogol, Carlo Donida                                                     | Eros Ramazzotti              | e²                                    | [ 6 ] [ 3 ] |
| 2008 | Jovanotti                                                        | A te Jovanotti                                                                                            | Jovanotti                    | Safari                                | [ 3 ]       |
| 2009 | Artisti Uniti per l’Abruzzo                                      | Domani 21/04.2009 Mauro Pagani                                                                            | Tiziano Ferro                | Alla mia età                          | [ 3 ]       |
| 2010 | Shakira feat. Freshlyground                                      | Waka Waka (This Time for Africa) John Hill, Golden Sounds, Shakira                                        | Ligabue                      | Arrivederci, mostro!                  | [ 3 ]       |
| 2011 | Adele                                                            | Someone like You Adele, Dan Wilson                                                                        | Vasco Rossi                  | Vivere o niente                       | [ 3 ]       |
| 2012 | Michel Teló                                                      | Ai Se Eu Te Pego! Sharon Acioly, Antonio Diggs                                                            | Tiziano Ferro                | L’amore è una cosa semplice           | [ 3 ]       |
| 2013 | Daft Punk feat. Pharrell Williams                                | Get Lucky Nile Rodgers, Thomas Bangalter, Guy-Manuel de Homem-Christo, Pharrell Williams                  | Ligabue                      | Mondovisione                          | [ 3 ]       |
| 2014 | Enrique Iglesias feat. Sean Paul, Descemer Bueno & Gente de Zona | Bailando Enrique Iglesias, Descemer Bueno, Alexander Delgado, Randy Malcom Martinez                       | Vasco Rossi                  | Sono innocente                        | [ 3 ]       |
| 2015 | Baby K feat. Giusy Ferreri                                       | Roma-Bangkok Takagi & Ketra, Claudia Nahum, Rocco Pagliarulo, Federica Abbate                             | Jovanotti                    | Lorenzo 2015 cc.                      | [ 3 ]       |
| 2016 | Sia                                                              | Cheap Thrills Sia Furler, Greg Kurstin                                                                    | MinaCelentano                | Le migliori                           | [ 3 ]       |
| 2017 | Luis Fonsi feat. Daddy Yankee                                    | Despacito Luis Rodríguez, Erika Ender, Ramón Ayala                                                        | Ed Sheeran                   | ÷                                     | [ 3 ]       |
| 2018 | Takagi & Ketra feat. Giusy Ferreri & Sean Kingston               | Amore e capoeira Alessandro Merli, Kisean Anderson, Fabio Clemente, Federica Abbate                       | Sfera Ebbasta                | Rockstar                              | [ 3 ]       |
| 2019 | Fred De Palma feat. Ana Mena                                     | Una volta ancora Fred De Palma, Federica Abbate, Alessandro Merli, Fabio Clemente, Gianluca Ciccorelli    | Ultimo                       | Colpa delle favole                    | [ 3 ]       |
| 2020 | Boomdabash feat. Alessandra Amoroso                              | Karaoke Alessandro Merli, Fabio Clemente, Alfredo Rapetti, Federica Abbate, Rocco Pagliarulo              | Marracash                    | Persona                               | [ 3 ]       |
| 2021 | Sangiovanni                                                      | Malibù Alessandro La Cava, Dario Faini                                                                    | Rkomi                        | Taxi Driver                           | [ 3 ]       |
| 2022 | Mahmood & Blanco                                                 | Brividi Alessandro Mahmood, Michele Zocca, Riccardo Fabbriconi                                            | Lazza                        | Sirio                                 | [ 3 ]       |
| 2023 | Lazza                                                            | Cenere Jacopo Lazzarini, Davide Petrella, Dario Faini                                                     | Geolier                      | Il coraggio dei bambini – Atto II     | [ 3 ]       |
| 2024 | Mahmood                                                          | Tuta gold Jacopo Angelo Ettorre, Alessandro Mahmoud, Francesco Catitti                                    | Tony Effe                    | Icon                                  | [ 3 ]       |

## Belege
1. ↑  Guido Racca: M&D Top 100 Year-End: Singoli & Album 1960-2018. Selbstverlag, 2019, ISBN 978-1-980329-12-1, S. 7.
2. 1 2  Guido Racca: M&D Top 100 Year-End: Singoli & Album 1960-2018. Selbstverlag, 2019, ISBN 978-1-980329-12-1, S. 9–16.
3. 1 2 3 4 5 6 7  Archivio classifiche annuali. FIMI, abgerufen am 16. Januar 2025 (italienisch).
4. ↑  Andrea Laffranchi: Nell’anno della crisi vince Vasco. In: Corriere della Sera. RCS MediaGroup, 8. Januar 2002, S. 32 (Archivartikel (Memento vom 11. September 2012 im Internet Archive) [abgerufen am 21. Mai 2016]).
5. ↑  Jahreshitparaden der FIMI 2006 (Memento vom 24. Mai 2016 im Internet Archive) (ZIP)
6. ↑  Jahreshitparaden der FIMI 2007 (Memento vom 24. Mai 2016 im Internet Archive) (ZIP)